# Acalypha ruiziana
Acalypha ruiziana är en törelväxtart som beskrevs av Johannes Müller Argoviensis. Acalypha ruiziana ingår i släktet akalyfor, och familjen törelväxter. Inga underarter finns listade i Catalogue of Life.